# World Team Challenge 2022
Il World Team Challenge 2022 si è svolto il 28 dicembre alla Veltins-Arena di Gelsenkirchen.
La competizione si articola in due fasi: una prima gara in mass start e una seconda gara di inseguimento, con distacchi dimezzati. 

## Risultati
| Pos | Atleti                                                  | Nazione   | Tempo   |
| --- | ------------------------------------------------------- | --------- | ------- |
| 1   | Julia Simon / Fabien Claude                             | Francia   | 33:41,6 |
| 2   | Ingrid Landmark Tandrevold / Vetle Sjåstad Christiansen | Norvegia  | +33,8   |
| 3   | Lisa Hauser / Felix Leitner                             | Austria   | +45,4   |
| 4   | Denise Herrmann-Wick / Benedikt Doll                    | Germania  | +58,2   |
| 5   | Vanessa Voigt / Philipp Nawrath                         | Germania  | +1:03,5 |
| 6   | Lena Häcki-Groß / Joscha Burkhalter                     | Svizzera  | +1:12,9 |
| 7   | Markéta Davidová / Michal Krčmář                        | Rep. Ceca | +1:58,0 |
| 8   | Julija Džyma / Anton Dudčenko                           | Ucraina   | +2:11,8 |
| 9   | Dorothea Wierer / Tommaso Giacomel                      | Italia    | +2:22,8 |
| 10  | Mari Eder / Tero Seppälä                                | Finlandia | +2:51,5 |